# Пороховая мякоть
Пороховая мякоть — измельчённый, но незернённый дымный порох, в виде мелкодисперсной смеси из 75 % селитры, 10 % серы, и 15 % древесного угля, которая используется для производства разнообразных пиротехнических средств и устройств: стопина, подмазок, пороховых замедлителей, усилителей взрывателей, пороховых запрессовок и т. п.
В процессе изготовления ингредиенты пороховой мякоти обрабатываются во вращающихся металлических ёмкостях с шариками (см. шаровая мельница), затем просеиваются через густое шёлковое сито. Она более чувствительна к внешним воздействиям, чем зернистый порох.